# Milada Lejsková-Matyášová
Milada Lejsková-Matyášová (2. července 1908, České Budějovice – 22. ledna 1975, Praha) poprvé provdaná Smetáčková (1935-1949), později Matyášová (1950-1961) byla historička umění zaměřená na renesanční umění v Čechách a památkářka. Z manželství s prvním manželem Václavem Smetáčkem se narodili synové Ivan Smetáček (* 1936) a Pavel Smetáček (1940–2022) a dcera Helena Čižinská (* 1942).

## Život
Po absolvování dívčího lycea v Praze-Holešovicích a dívčího gymnázia ve Slezské ul. v Praze-Královských Vinohradech (1919-1927) studovala v letech 1927-1931 dějiny umění (prof. V. Birnbaum, J. Cibulka, A. Matějček) a estetiku (prof. O. Zich) na Filozofické fakultě Univerzity Karlovy. Roku 1934 obhájila rigorózní práci Estetické vnímání obrazů a jeho časový průběh.
V letech 1935-1949 byla manželkou hobojisty, sbormistra, dirigenta, skladatele, hudebního vědce a pedagoga PhDr. Václava Smetáčka. Jejím druhým manželem byl v letech 1950-1961 profesor lesnické fakulty Dr. Ing. Karel Matyáš.
Byla externí spolupracovnicí Státního ústavu památkové péče a ochrany přírody v Praze (SÚPPOP, dnes NPÚ GŘ) a Krajského střediska (KSSPPOP) v Ústí nad Labem. V 60. letech a první polovině 70. let externě spolupracovala na bibliografiích v Ústavu teorie a dějin umění ČSAV. V letech 1957-1973 byla členkou Domácí rady Klubu Za starou Prahu. Kromě odborných periodik věnovaných umění a památkové péči i v zahraničí (Umění, Zprávy památkové péče, Österreichische Zeitschrift für Kunst und Denkmalpflege, Österreichische Zeitschrift für Volkskunde, Archiv für Frankfurts Geschichte und Kunst, Zeitschrift für Schweizerische Archäologie und Kunstgeschichte), publikovala zprvu také v Hudebním věstníku, Knihovně Unie čs. hudebníků z povolání, Radiojournalu nebo časopisu Dějiny a současnost.

## Dílo
Milada Lejsková-Matyášová se zabývala českým renesančním uměním, podrobně zejména grafickými předlohami k nástěnným malbám a sgrafitům. Publikovala odborné statě k barokní emblematice a klasicistní architektuře.